# Legs och Louie
Legs och Louie (röst av Karl Wiedergott, tidigare Hank Azaria respektive Dan Castellaneta) är två rollfigurer i den animerade TV-serien Simpsons.

## Biografi
Legs och Louie jobbar för maffiabossen Fat Tony. Legs är utbildad läkare och har sytt fast Homers tumme., han har också en syster som Barney Gumble har bilder av.
Dan Castellaneta baserar sin röst på skådespelaren Joe Pesci